# Averse Sefira
Averse Sefira es una banda de black metal formada en 1996 en Austin, Texas.

## Biografía
Averse Sefira se formó en 1996 por el guitarrista y vocalista Sanguine Mapsama y el bajista Wrath Sathariel Diabolus. Su primer demo, Blasphomet Sin Abset fue puesto en libertad más tarde ese año. Al principio en los conciertos en vivo, contaban con una caja de ritmos en lugar de un baterista. Tres años más tarde, en 199, fue lanzado su primer álbum de larga duración llamado Homecomings March que fue lanzado por su propio sello discográfico, Arrogare Records que fue creado especialmente para ese álbum. Las pistas de ese álbum tiene una ligera influencia del Death metal y tiene unos interludios de ambiente, el estilo es parecido a De Mysteriis Dom Sathanas de Mayhem y a los principios de Gorgoroth. Algunos fanes consideran que los interludios en ese álbum son buenos y otros que quedan mal en el disco.
En 2001 la banda lanzó su segundo álbum de estudio llamado Battle's Clarion. Para la gira de este álbum, la banda contó por primera vez con un baterista en vivo que fue anteriormente de una banda de Death metal y baterista en una gira de la banda Incantation. La música de este álbum tuvo una gran influencia por el Death metal por lo que a veces recuerda a los principios de Deicide o Morbid Angel, pero seguía siendo fácilmente identificable el estilo Black metal. Las letras de este álbum se refieren a batallas épicas en lugar de las letras sobre muerte del Death metal. Los interludios en este álbum eran más cortas y más integradas en las canciones de este álbum, una mejora que fue bien recibida por los fanes.
Después de Battle' s Clarion, la banda estuvo de gira por varios años de forma intermitente, tanto con conocidas bandas como Dark Funeral y con bandas underground como Antaeus y Watain. Rápidamente la banda ganó reputación por poner un show "feros" en vivo y ganó fama en Europa y América del Sur, particularmente en Brasil.
Cuatro años después de Battle' s Clarion, la banda regresó al estudio para grabar su tercer álbum de estudio, titulado Tetragrammatical Astygmata. Por primera vez, la banda tuvo gran alcance, siempre por el Necromorbus Studio, el sonido era potente y, aunque lejos de estériles, muy claro. Este álbum destaca por sus riffs caóticos. El estilo del álbum es similar a Pure Holocaust de Immortal. Los interludios en este álbum son más escasos que en los anteriores álbumes, de vez en cuando hacen una breve aparición para conectar las canciones.
El 25 de febrero de 2008 la banda publicó su cuarto álbum de estudio llamado Advent Parallax que fue lanzado por el sello discográfico Candlelight Records y producido por Tore Stjerna (Necromorbus).

## Discografía

### Álbumes de estudio
- Homecomings March - (1999)
- Battle's Clarion - (2001)
- Tetragrammatical Astygmata - (2005)
- Advent Parallax - (2008)

### Álbumes en vivo y compilaciones
- A Union in Blood - Live in Bordeaux [vivo] - (2003)
- Bestien in Engelgestalt [Compilación] - (2003)

### Demos
- Blasphomet Sin Abset [Demo] - (1996)
- Promotional Demo 1999 [Demo] - (1999)

## Miembros

### Miembros actuales
- Sanguine Mapsama - Guitarras, Voces
- Wrath Sathariel Diabolus - Bajo, Voces
- The Carcass - Batería
- Lady of the Evening Faces - Interludios y efectos

### Antiguos miembros
- "Nuclear" Gregg Garbach - Batería (1999-2000)